# جيمس باكسندل
جيمس باكسندل (بالإنجليزية: James Baxendale)‏ (16 سبتمبر 1992 في المملكة المتحدة - ) هو لاعب كرة قدم بريطاني في مركز الوسط. لعب مع ليدز يونايتد ونادي دونكاستر روفرز ونادي هيرفورد ونادي والسول وBuxton F.C. ‏ ونادي مانسفيلد تاون.

## وصلات خارجية
- جيمس باكسندل على موقع قاعدة بيانات كرة القدم.إي يو (الإنجليزية)
- جيمس باكسندل على موقع Soccerbase.com (لاعب) (الإنجليزية)